# You Me at Six
You Me at Six — британская рок-группа из города Вейбридж, графство Суррей. Группа была сформирована в 2004 году. Сильное влияние на их творчество оказали такие американские рок-группы, как: Blink-182, Incubus и Thrice. Первую славу группа снискала в 2008 в связи с успехом их дебютного альбома Take Off Your Colours, который включал такие популярные синглы «Save It for the Bedroom», «Finders Keepers» и «Kiss and Tell». Последние два заняли #33 и #42 места соответственно в официальном чарте синглов Великобритании. В 2008 и 2009 году они были номинированы на «Best British Band» в Kerrang! Awards, но оба раза проиграли группе Bullet for My Valentine. Группа выпустила свой второй студийный альбом Hold Me Down 11 января 2010 года. Он занял 5 место в чарте альбомов Великобритании. Этот альбом включал в себя популярные синглы «Underdog», который добрался до #49 в чарте синглов Великобритании, «Liquid Confidence», который занял 86 строчку и «Stay With Me», который занял 5 место.
13 февраля совместно с Chiddy Bang группа выпускает новый сингл «Rescue Me». В феврале 2011 группа вернулась в студию для записи нового альбома Sinners Never Sleep, который вышел в свет 3 октября. 25 сентября состоялся релиз Loverboy EP, треклист которого состоит из обычной, акустической и интструментальной версий песни Loverboy, а также b-side с нового альбома Moonchild.
31 января 2024 года группа анонсировала последний тур и объявила о прекращении своего существования в 2025 году.

## Бизнес
Фронтмен группы Джош Франчески — владелец линии одежды под названием «Down But Not Out». Моделями этой марки являются члены группы и семьи Джоша. Басист группы Мэтт Барнс также имеет свою линию одежды под названием «Cheer Up! Clothing», которая впервые была создана в конце 2007 года. Летом 2011 года ритм-гитарист группы Макс Хельер запустил собственную линию одежды под названием «Become Antique».

## Кавер-версии
1. «Starry Eyed» — Ellie Goulding на Radio 1 Live Lounge («Stay with Me» single)
2. «Poker Face» — Lady Gaga на Radio 1 Live Lounge («Kiss and Tell» single)
3. «Sugar, We’re Goin Down» — Fall Out Boy сделана для B-Side («Finders Keepers» single)
4. «Foo Fighters Medley» (All My Life, Bridges Burning, Best Of You) — Foo Fighters Live Lounge cover, издано на Bite My Tongue EP.
5. «Paradise» — Coldplay на Triple J’s Like A Version
6. «Domino» — Jessie J на Radio 1 Live Lounge
7. «Wake Me Up» — Avicii на Radio 1 Live Lounge
8. «Magic» —  Coldplay на Radio 1 Live Lounge
9. «Come Together» — The Beatles на BBC Radio One
10. «Kings And Queens» — Thirty Seconds to Mars
11. «Predictable» — Flex Andreevich

## Дискография
- Take Off Your Colours (2008)
- Hold Me Down (2010)
- Sinners Never Sleep (2011)
- Cavalier Youth (2014)
- Night People (2017)
- VI (2018)
- SUCKAPUNCH (2021)
- Truth Decay (2023)

## Видеоклипы
| Год        | Название                                                   | Режиссёр       |
| ---------- | ---------------------------------------------------------- | -------------- |
| 2007       | «Save It for the Bedroom» (original release)               | Lawrence Hardy |
| 2008       | «If I Were in Your Shoes»                                  | Lawrence Hardy |
| 2008       | «Gossip»                                                   | Greg Allan     |
| 2008       | «Jealous Minds Think Alike»                                | Shane Davey    |
| 2009       | «Save It for the Bedroom» (re-release)                     | Shane Davey    |
| 2009       | «Finders Keepers»                                          | Nick Bartlett  |
| 2009       | «Kiss and Tell»                                            | James Copeman  |
| 2010       | «The Consequence»                                          | Lawrence Hardy |
| 2010       | «Underdog»                                                 | Nick Bartlett  |
| 2010       | «Liquid Confidence»                                        | Adam Powell    |
| 2010       | «Stay with Me»                                             | Frank Borin    |
|            | «Rescue Me» (feat. Chiddy)                                 | James Lees     |
| «Loverboy» | Eran Creevy                                                |                |
| 2011       | «Bite My Tongue» (feat. Oli Sykes of Bring Me the Horizon) | Tim Mattia     |
| 2012       | «No One Does It Better»                                    | Tim Mattia     |
| 2013       | «Lived A Lie»                                              | Neal Avron     |
| 2013       | «Fresh Start Fever»                                        | Rollo          |

## Состав группы
Нынешний состав:
- Джошуа Джеймс Альфонсо Франчески (Joshua James Alphonse Franceschi) — вокал (с 2004)
- Максимилиан Майкл Хельер (Maximilian Michael Helyer) — ритм-гитара, бэк-вокал (с 2004)
- Кристофер Джеймс Миллер (Christopher James Miller) — лид-гитара (с 2004)
- Мэттью Джеймс Барнс (Matthew James Barnes) — бас-гитара (с 2004)
- Дэниел Дэвид Флинт (Daniel David Flint) — ударные, перкуссия (с 2007)

Бывшие участники:
- Джо Филипс (Joe Philips) — ударные, перкуссия (2004—2007)